# Condado de Villar de Felices

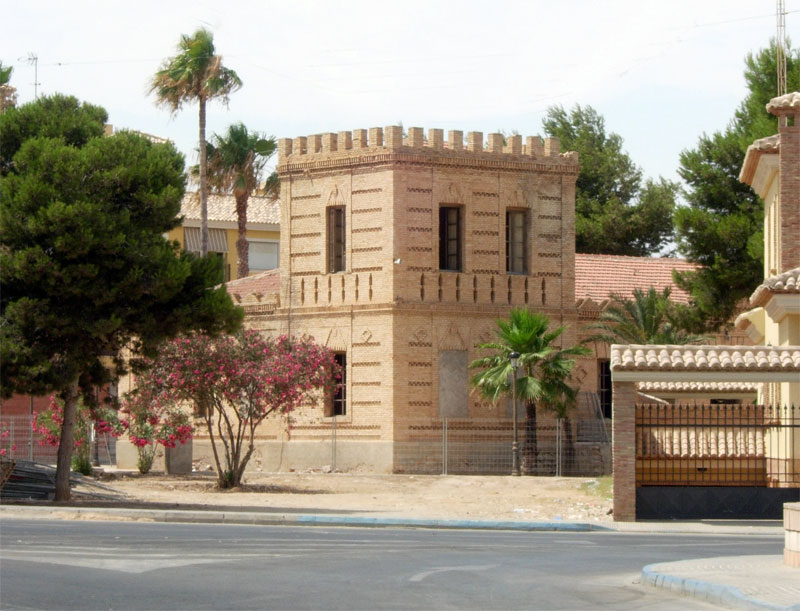
Vista lateral del palacio de los condes de Villar de Felices.

El Condado de Villar de Felices es un título nobiliario español de carácter hereditario que fue concedido por Amadeo I de España el 2 de octubre de 1871 y expedido el real despacho el 2 de noviembre del mismo año a favor del político Rafael Álvarez de Toledo y Aguado, nieto de Nicolás María Álvarez de Toledo, I marqués del Villar de Felice.
La familia poseía un palacio en San Pedro del Pinatar (Murcia), el palacio del Barón de Benifayó, también conocido como el palacio de los condes de Villar de Felices.

## Condes de Villar de Felices[4]
1. Rafael Álvarez de Toledo y Aguado, I conde del Villar de Felices (1871). Casado con Remedios Pérez y López de Molina; sin sucesión.
2. María de la Purificación Aguado y Fontes, II condesa del Villar de Felices (1905). Casada con Pablo de Garnica y Sandoval, marqués de Casa Pacheco, maestrante de Zaragoza (1903-1969), hijo de Francisco de Garnica y Lara y de María de la Paz Sandoval y Sandoval, marquesa de Casa Pacheco. Le sucedió su hija:
3. María Paz Garnica y Aguado, III condesa del Villar de Felices (1956), condesa de Campohermoso (1965), marquesa de Casa Pacheco (1970). Casada con Francisco Javier Sánchez de Amoraga y Garnica (fallecido en 1968), primo hermano de su mujer, hijo de Amancio María Sánchez de Amoraga y Ruiz de Assín y de Blanca de Garnica y Sandoval. Le sucedió su segunda hija:
4. María del Pilar Sánchez de Amoraga y Garnica, IV condesa del Villar de Felices (1989). Casada con Miguel Bernal de Mérida.